# Coreorgonal petulcus
Coreorgonal petulcus är en spindelart som först beskrevs av Alfred Frank Millidge 1981.  Coreorgonal petulcus ingår i släktet Coreorgonal och familjen täckvävarspindlar. Inga underarter finns listade i Catalogue of Life.